# Phantastisch!
phantastisch! neues aus anderen welten ist der Titel einer deutschen Literaturzeitschrift.

## Herausgabe
Die Zeitschrift umfasst meist 68 Seiten und erscheint seit Januar 2001 in einer Auflage von etwa 2000 Exemplaren. Bis Mitte 2012 erschien sie im Verlag Achim Havemann, Hitzacker, seitdem im Atlantis Verlag, Stolberg.
Der Chefredakteur Klaus Bollhöfener wurde 2004 mit dem Kurd-Laßwitz-Sonderpreis ausgezeichnet.
Seit 2017 wird der Deutsche Phantastik Preis gemeinsam von der Zeitschrift Phantastisch! und dem  Online-Magazin Corona Magazine vergeben.
Im Juni 2025 verkündete phantastisch!-Herausgeber Klaus Bollhöfener, dass die Ausgabe 100 die letzte sein wird, die beim Atlantis Verlag erscheint.

## Inhalt
Die Zeitschrift berichtet über relevante deutschsprachige und internationale Neuerscheinungen im Bereich der Science Fiction, Fantasy und Horror und veröffentlicht auch in jeder Ausgabe aus diesen Bereichen mehrere Kurzgeschichten. Mit Interviews, Artikeln und Beiträgen ebenso wie Reportagen gibt „phantastisch!“ Hintergrundberichte zur Phantastik.
Zu den Autoren der Zeitschrift zählen u. a. Horst Illmer, Christian Endres, Andreas Wolf, Sonja Stöhr, Achim Schnurrer, Bernd Frenz, Carsten Kuhr, Klaus N. Frick und Rüdiger Schäfer.